# Barry Town FC
Barry Town F.C. je velšský fotbalový klub z Barry.

## Vítězství
- Welsh Premier League – 1995-96, 1996-97, 1997-98, 1998-99, 2000-01, 2001-02, 2002-03 [1]
- Welsh Cup – 1954-55, 1993-94, 1996-97, 2000-01, 2001-02, 2002-03
- Welsh League Cup – 1996-97, 1997-98, 1998-99, 1999-00
- FAW Premier Cup – 1998-99
- FAW Trophy – 1993-94
- Southern League (Welsh) – 1920-21
- Welsh League Premier Division – 1982-83
- Welsh League National Division – 1983-84, 1984-85, 1985-86, 1986-87, 1988-89
- Welsh League Division One – 1993-94
- Welsh League Challenge Cup – 1934-35, 1946-47
- SA Brain Challenge Cup – 1978-79, 1982-83, 1986-87
- South Wales & Monmouthshire Senior Cup – 1925-26, 1926-27, 1937-38, 1938-39, 1952-53, 1953-54, 1958-59, 1959-60, 1965-66, 1975-76, 1977-78, 1983-84, 1986-87, 1987-88, 1991-92
- BBC Wales Sport Team of the Year – 1996